# Robin Heußer
Robin Heußer (* 23. Mai 1998 in Aschaffenburg) ist ein deutscher Fußballspieler. Der Mittelfeldspieler steht seit Juli 2025 bei Eintracht Braunschweig unter Vertrag.

## Werdegang
Robin Heußer wurde in Aschaffenburg geboren und wuchs in der nahe gelegenen Gemeinde Laufach auf. Mit dem Fußballspielen begann er in seiner Heimatgemeinde bei der DJK Hain, ehe er in die Jugend des SV Viktoria Aschaffenburg wechselte. 2013 nahm ihn der 1. FC Nürnberg in sein Nachwuchsleistungszentrum auf, wo er die Jugendmannschaften ab der U16 durchlief. Noch als Jugendspieler debütierte er am letzten Spieltag der Saison 2016/17 für die zweite Mannschaft des Vereins in der Regionalliga Bayern und rückte anschließend im Sommer 2017 fest in den Kader der zweiten Mannschaft auf. In der Saison 2019/20 war er deren Mannschaftskapitän.
Im Anschluss verließ Heußer die Nürnberger im Sommer 2020 und wechselte in die Regionalliga Südwest zum SSV Ulm 1846. Dort wurde er Stammspieler im zentralen Mittelfeld und gewann mit der Mannschaft in den folgenden zwei Spielzeiten zwei Mal den württembergischen Landespokal, scheiterte jedoch in der Liga jeweils am anvisierten Aufstieg in die 3. Liga. In seiner zweiten Saison 2021/22 gelangen ihm dabei neben vier eigenen Toren auch elf Torvorlagen in 34 Einsätzen.
Nach Auslaufen seines Vertrages in Ulm verpflichtete ihn im Sommer 2022 der Drittligist SV Wehen Wiesbaden, bei dem er daraufhin in der folgenden Saison 2022/23 sein Profiliga-Debüt feiern konnte. Ab dem achten Spieltag stand Heußer regelmäßig in der Startelf der Wiesbadener. Mit der Mannschaft erreichte er am Saisonende den vierten Tabellenplatz und stieg über die Relegation gegen Arminia Bielefeld in die 2. Bundesliga auf. Dort konnte der Mittelfeldspieler seinen Stammplatz behaupten und stand in der Spielzeit 2023/24 in allen 34 Spielen in der Startelf, wobei ihm neben einem Tor auch acht Torvorlagen gelangen. Ligaweit war er damit in dieser Saison der Feldspieler mit der meisten Einsatzzeit. Nach dem Abstieg der Mannschaft zurück in die 3. Liga verließ er den Verein am Saisonende.
Stattdessen blieb Heußer in der zweiten Liga und schloss sich im Sommer 2024 dem Karlsruher SC an. Dort kam der Mittelfeldspieler in der folgenden Saison 2024/25 jedoch über den Status eines Ergänzungsspielers nicht hinaus und bestritt die meisten seiner 28 Einsätze in der Liga nach Einwechslung. Nach einem Jahr verließ er die Badener im Sommer 2025 wieder und wechselte zum Ligakonkurrenten Eintracht Braunschweig.

## Erfolge
- Aufstieg in die 2. Bundesliga: 2023